# Titan Mar
Titan Mar este o companie producătoare de materiale de construcții din piatră naturală.
A fost înființată în 1994 și este deținută de familia omului politic Adriean Videanu.
Din anul 1997 Titan Mar a devenit și proprietarul Marmosim Simeria.
După 25 de ani de activitate constant ascendentă, Titan Mar, liderul detașat al pieței naționale de piatră naturală, a încheiat un proces de rebranding finalizat prin schimbarea denumirii sale în THEDA MAR. Noul nume al companiei – menit să consolideze imaginea de brand în contextul diversificării activității, prin intrarea, inclusiv, pe piața imobiliară – este definit însă de aceleași valori care au asigurat și până acum succesul companiei – profesionalism, calitate, încredere, responsabilitate, tradiție și inovație.
Fondată în 1994, THEDA MAR a integrat în anul 1997, Marmosim SA Simeria – cel mai important producător de piatră naturală din România, cu o tradiție de peste 80 de ani, ajungând astfel împreună să domine piața națională a finisajelor din piatră naturală pentru construcții și amenajări exterioare. THEDA MAR creează proiecte rezidențiale high-end – unde piatra naturală creionează simțul artistic și atenția pentru detalii, până la lucrări dintre cele mai ample și  complexe, care necesită cu o gamă variată de resurse.
Cifra de afaceri în 2006: 12,3 milioane euro
Profit net în 2006: 2,4 milioane euro

## Istoric
Titan Mar a fost înființată în anul 1994 și oferǎ servicii complete în domeniul pietrei naturale: prelucrare, comercializare, montaj, întreținere.
În anul 1998, a devenit acționarul majoritar și ulterior proprietar al Marmosim Simeria, cea mai mare fabricǎ de prelucrare a pietrei naturale din România.
Treptat, Titan Mar - Marmosim a devenit liderul național, administrând în prezent 10 cariere.
Cele mai cunoscute dintre acestea sunt: carierele de marmură Rușchița, cele de travertin Geoagiu și Cărpiniș și cele de calcar Podeni și Bașchioi.
În 2019, compania a trecut printr-un rebranding, transformându-se în Theda Mar.